# جون هايد
جون هايد (11 سبتمبر 1827 في المملكة المتحدة - ) (بالإنجليزية: John Hyde)‏ هو لاعب كريكت بريطاني. لعب مع نادي مقاطعة ساسكس للكركيت ‏.

## وصلات خارجية
- جون هايد على موقع إي آس بي آن كريك إنفو (الإنجليزية)